# فرنسيس ريتشارد هال
فرنسيس ريتشارد هال (بالإنجليزية: Francis Richard Hall)‏ هو مهندس معماري أسترالي، ولد في 9 فبراير 1862، وتوفي في 18 مارس 1939.